# J.B. Løffler
Julius Bentley Løffler (født 30. september 1843 på Frederiksberg, død 19. december 1904 på Frederiksberg) var en dansk arkitekt, arkæolog og titulær professor.

## Uddannelse og karriere
J.B. Løffler var søn af fuldmægtig, senere kontorchef ved Det kgl. Teater, etatsråd Ernst Richard Løffler og Julie f. Abildgaard og bror til geografen Ernst Løffler. Hans oldefar på mødrene side var arkivtegneren Søren Abildgaard.
Han gik på Borgerdydskolen i København og blev optaget på Kunstakademiet i forberedelsesklasse januar 1862, tog ornamentklassen oktober 1863, bygningsklasse februar 1864 og på arkitektskolen fra november 1865. Her bestod han hovedprøven og den praktiske skitseprøve af den kunstneriske del af afgangsprøven som arkitekt i december 1867. Hans perspektiviske tegning blev antaget marts 1868 og hans kunstneriske skitseprøve i juli samme år. Løffler tegnede sideløbende hos Christian Hansen (Zoologisk Museum i Krystalgade) og studerede dansk middelalderarkæologi.
Middelalderarkæologien skulle snart blive hans hovedinteresse, og på opfordring af N.L. Høyen udarbejdede han tavler til beskrivelser af Sorø Klosterkirke og Roskilde Domkirke i Danske Mindesmærker. Hans arkæologiske nysgerrighed blev desuden ansporet af en undersøgelse af danske kirkelige monumenter som Løffler foretog for Nationalmuseet i 1873. Han blev honoraransat ved museet 1868, hvor han arbejdede indtil 1900. I 1887 blev Løffler tildelt livsvarig statsunderstøttelse og året efter udnævnt til titulær professor. Han var Ridder af Dannebrog.
Han udpegede Liden Kirstens grav ved Vestervig Klosterkirke og kunne påvise spor af dansk indflydelse i den ældre middelalders arkitektur inden for kirkebyggeri, bl.a. på Rygen og i Nordtyskland. Han sammenfattede resultaterne af sine undersøgelser, dels af kirkebyggeri dels af gravmonumenter i kirkerne, i adskillige værker bl.a. Danske Gravstene fra Middelalderen (1889), Udsigt over Danmarks Kirkebygninger fra den tidligere Middelalder (1883) samt Gravmonumenterne i Ringsted Kirke, alle forsynet med nøjagtigt udførte tegninger. Han var også aktiv i Foreningen af 3. December 1892, selvom han var generationen ældre end de fleste andre medlemmer.
Løffler tegnede meget få selvstændige bygninger. Han leverede bl.a. tegninger til en kirke i romansk byggestil til No Sogn i Ringkøbing Amt og til et ting- og arresthus i Lemvig.
Han var ugift og er begravet på Gentofte Kirkegård. Der findes fotografier af Løffler fra 1887 af H.F.G. Hansen og ca. 1900 af Frederik Riise.

## Værker
- Tilbygning til Vestervig Kirke (1874)
- Råd-, Ting-, og Arresthus, Lemvig (1876-77)
- No Kirke (1877)
- Tvis Kirke (1887)
- Peterskirke, Kallehave (1890-91, sammen med H.C. Glahn)
- Granitkors hvor Finderup Lade engang stod (1891)
- Døbefont, Mariager Kirke (1892)
- Bejsnap Kirke (1892)

### Skriftlige arbejder
- (med Andreas Clemmensen), Sjællandske Stiftslandsbykirker..., 1880.
- (med Julius Lange), Reliefferne over Korstolene i Roskilde Domkirke, 1880.
- Udsigt over Danmarks Kirkebygninger fra den tidligere Middelalder, 1883.
- Gravstenene i Roskilde Kjøbstad, 1885.
- Gravmonumenterne i Sorø Kirke, 1888.
- Danske Gravstene fra Middelalderen, 1889.
- Gravmonumenterne i Ringsted Kirke, 1891.
- Sorø Akademis Landsbykirke og Klosterporten i Sorø, 1896.
- Esrom Kloster, 1897.
- Ruinerne af Vitskøl Klosterkirke, 1900.
- Artikler og afhandl. i bl.a. Aarbog for nordisk Oldkyndighed og Historie, Historisk Arkiv og Kirkehistorisk Samling.